# Присекин, Юрий Иванович
Ю́рий Ива́нович Присе́кин (род. 29 октября 1961; село Двуречки, Грязинский район, Липецкая область, СССР) — советский пловец, Олимпийский чемпион 1980 года, заслуженный мастер спорта СССР (1980).

## Спортивная карьера
На Олимпийских играх 1980 года в Москве Юрий Присекин стал олимпийским чемпионом в эстафете 4×200 м вольным стилем (в финальном заплыве не участвовал).
Неоднократный чемпион СССР 1981—1982 годов в составе эстафет.
С 1984 по 1990 года руководитель Центра олимпийской подготовки при плавательном бассейне СКА.